# Jaroslav Svatoš (diplomat)
Jaroslav Svatoš (15. května 1871 Luže – 22. července 1932 Praha-Dejvice) byl český pedagog, ředitel škol a diplomat dlouhodobě žijící a působící v Gruzii. Po roce 1918 se jako předseda Česko-Slovácké národní jednoty stal prostředníkem při vyjednávání mezi československou vládou a orgány rodící se samostatné Gruzie, později Gruzínské sovětské socialistické republiky v rámci Sovětského svazu.

## Život

### Mládí
Narodil se ve městě Luže nedaleko Vysokého Mýta do rodiny Josefa Svatoše, měl tři sourozence. Josef Svatoš se v šestnácti letech v Praze účastnil revolučních událostí roku 1848 a ozbrojených bojů na barikádách, po jejich neúspěchu povstání se ještě více utvrdil v panslavismu a rusofilii. Když bylo Jaroslavovi deset let, otci se po složitých úředních úkonech podařilo zařídit přestěhování rodiny na Krym poblíž Simferopolu. Rodina žila na samotě a skromně se živila sadařstvím. Studijně nadaný Jaroslav, který si během jednoho roku osvojil ruštinu, byl přijat na gymnázium v Simferopolu, které úspěšně vychodil.

### Tiflis

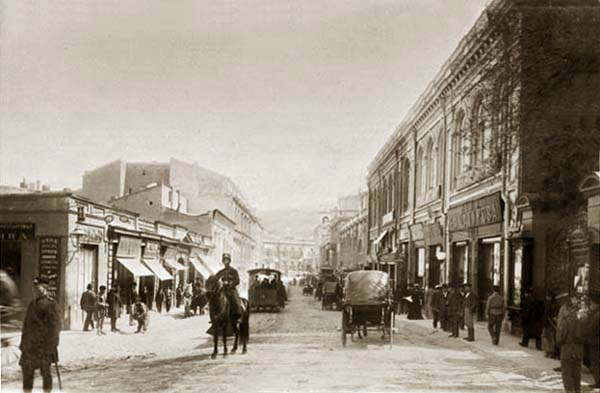
Palácová třída v Tiflisu, 1900

Odjel studovat na historicko-filosofickou fakultu Moskevské univerzity, kde se věnoval slovanským a ruským studiím (ze zhruba 4000 studentů byl jedním ze dvou zde studujících Čechů). Po čtyřech letech studium dokončil. Roku 1894 přijal místo profesora ruštiny na 1. dívčím gymnáziu v Tiflisu (později Tbilisi) v Zakavkazí. Zde se zapojuje do místní česko-gruzínské komunity, účastní se společenského a spolkového života. Založil zde například místní jednotu české tělocvičné organizace Sokol pod gruzínským názvem Ševardeni. Roku 1902 se Svatoš stal ředitelem obchodní akademie a roku 1904 pak ředitelem 1. dívčího gymnázia v Tiflisu, které bylo s počtem 1000 studentek největším vzdělávacím ústavem ve městě. Roku 1914 se oženil s Terése Tallicherovou, dcerou francouzských imigrantů a učitelů francouzštiny, učitelkou matematiky a fyziky na dívčím gymnáziu. Roku 1916 se jim narodil syn Alexej.

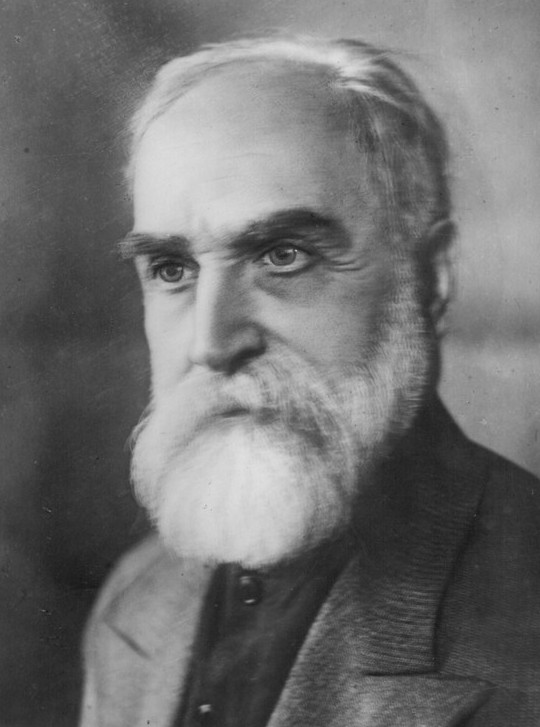
Filipp Macharadze

### Vznik Československa
V době probíhající první světové války proběhl v listopadu 1917 v Ruském impériu socialistický převrat a země byla následně uvržena do politického a válečného chaosu. Tiflis byl během roku 1918 obsazen vojsky Německého císařství a Osmanské říše, ty následně vytlačil britský expediční sbor. Město navíc, jako celý region, trpělo vážným nedostatkem potravin. V této době je v reakci na zprávu o vzniku Československa ustanoven krajanský spolek Česko-Slovácká národní jednota o počtu asi 150 členů, kteří se přihlásili k československému občanství. Předsedou výkonného výboru Národní jednoty byl zvolen Jaroslav Svatoš, autorita Národní jednoty ve věci Československa byla potvrzena nově vytvořenou Gruzínskou republikou. Tento orgán tak začíná urychleně provádět kroky k repatriaci válečných zajatců rakouské armády českého a slovenského původu v ruském zajetí na základě udělení československého občanství, námořní cestou přes Batumi, Cařihrad a Terst. Roku 1920 tuto činnost přebral Československý červený kříž.
V Rusku pak nadále probíhala občanská válka. 25. února 1921 vstoupila do Tiflisu Rudá armáda, Gruzínská republika byla přeměněna na Svazovou republiku Gruzie, která byla začleněna do Sovětského svazu. Jaroslav Svatoš navázal kontakt se sovětskými úřady a následně přímo s prezidentem Filippem Macharadzem, aby s podporou československého ministerstva zahraničních věcí v čele s ministrem Edvardem Benešem pro Národní jednotu vymohl stejné pravomoci jako u předchozí administrativy. Na základě těchto snah se Jaroslav Svatoš stává placeným zaměstnancem ministerstva zahraničí ČSR, de facto československým konzulem v Gruzii. Velmi aktivně vystupoval ve prospěch rozvoje československo-gruzínského obchodu: dojednal dodávku automobilů značky Praga pro vozový park tifliských lidových komisařů, rozvíjel plány na importu kaspické ropy přes Gruzii, Černé moře a po Dunaji do nově plánovaných rafinerií v Bratislavě.

### Návrat
Po vzniku Sovětského svazu 30. prosince 1922 přešla většina pravomocí svazových republik do Moskvy a československé zastoupení v Gruzii bylo počátkem roku 1923 zrušeno. Jaroslav Svatoš byl navíc označen jako buržoazní element a byl donucen odejít z Gruzie s rodinou a téměř celou československou komunitou do Československa. Tento krok Svatoš těžce nesl a přístup československých úřadů k sovětské politice kritizoval. Po návratu do rodné země se nadále ucházel o pozice v diplomacii, snad pro podezření z jeho neloajality byl z ministerstva zahraničí propuštěn koncem roku 1924. Jeho angažmá provázely obavy ze Svatošova možného příklonu k bolševickým ideálům, manželka Terése byla navíc příbuznou Leninovy spolupracovnice a zakládající členky bolševické strany Jeleny Stasové. Poté Svatoš pracoval jako gymnaziální profesor ruštiny na soukromém gymnáziu ve Strašnicích, neboť titul z Moskevské univerzity mu nebyl úředně uznán. Byl oprávněn vyučovat na gymnáziích pouze na Podkarpatské Rusi, což odmítl. Žil v domě v Praze na Hanspaulce až do své smrti.

### Úmrtí
Jaroslav Svatoš zemřel 22. července 1932 na aterosklerózu ve věku 61 let v Praze-Dejvicích. Pohřben byl na Šáreckém hřbitově.